# Kevin McDonald (Schauspieler)

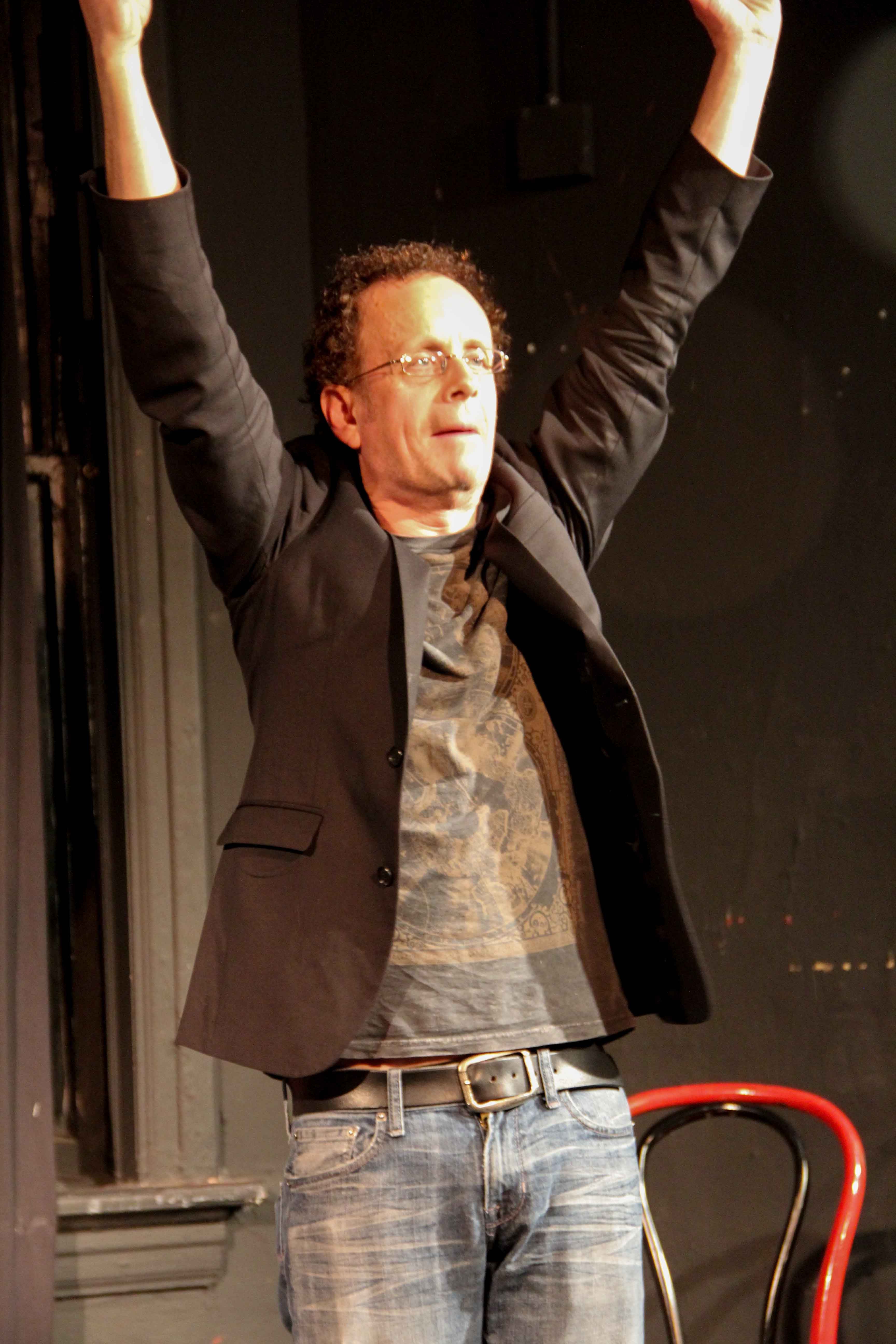
Kevin McDonald (2012)

Kevin McDonald (* 16. Mai 1961 in Montreal, Québec) ist ein kanadischer Komiker und Schauspieler.

## Leben
Kevin McDonald studierte Schauspiel, wurde jedoch verwiesen. William Bruce Davis ermutigte ihn allerdings, sich am Second City Training Center in Toronto zu versuchen. Dort lernte er seinen zukünftigen Comedykollegen Dave Foley kennen.
Zusammen mit Foley war er Gründungsmitglied der Comedygruppe The Kids in the Hall, mit der sie rund um Toronto auftraten. 1985 schloss sich die Comedygruppe The Audience (zu der auch Mark McKinney gehörte) an, komplettiert wurde sie mit Scott Thompson. Für die von 1988 bis 1995 produzierte gleichnamige Fernsehserie wurde er viermal mit dem Gemini Award belohnt.
McDonald ist auch als Synchronsprecher aktiv, unter anderem lieh er der Figur Pliiklii (eng. Pleakley) in der Lilo & Stitch-Franchise seine Stimme. Ebenso war er in den Serien Invader Zim (2001–2002) und Katzekratz (2005–2007) zu hören.
1993 heiratete er Tiffany Lacey, 1995 wurde die Ehe geschieden.

## Filmografie
- 1988–1995: Kids in the Hall
- 1995: National Lampoon’s Klassenfahrt (National Lampoon's Senior Trip)
- 1996: Kids in the Hall: Brain Candy
- 1997: The Wrong Guy
- 1997–1998: Ellen
- 1998: Boy Meets Girl – Liebe wirkt Wunder (Boy Meets Girl)
- 1998: The Godson
- 1999: Galaxy Quest – Planlos durchs Weltall (Galaxy Quest)
- 2000: The Ladies Man
- 2000–2001: Die wilden Siebziger (That '70s Show)
- 2001–2002: Invader Zim (Stimme)
- 2002: Lilo & Stitch (Stimme)
- 2003: Stitch & Co. – Der Film (Stimme)
- 2003–2006: Lilo & Stitch (Stimme)
- 2005: Sky High – Diese Highschool hebt ab! (Sky High)
- 2005: Lilo & Stitch 2 – Stitch völlig abgedreht (Stimme)
- 2005–2007: Katzekratz (Catscratch, Stimme)
- 2006: Caspers Gruselschule (Casper's Scare School, Stimme)
- 2006: Leroy & Stitch (Stimme)
- 2006: Oh je, du Fröhliche (Unaccompanied Minors)
- 2007: Fantastic Movie (Epic Movie)
- 2008–2012: Less Than Kind
- 2009: Year of the Carnivore
- 2010: Kids in the Hall: Death Comes to Town
- 2011: Keyhole
- 2012: Dead Before Dawn
- 2018: Sorry for Your Loss
- 2019: Invader Zim: Enter the Florpus (Stimme)
- 2019–2022: Disney Amphibia (Stimme)

## Auszeichnungen
Gemini Award
- 1989: in der Kategorie „Best Writing in a Comedy or Variety Program or Series“
- 1989: in der Kategorie „Best Performance in a Variety or Performing Arts Program or Series“
- 1990: in der Kategorie „Best Writing in a Comedy or Variety Program or Series“
- 1993: in der Kategorie „Best Performance in a Comedy Program or Series“

Silver Hugo Award
- 1998: in der Kategorie „Best Documentary“